# Grimmiaceae
Grimmiaceae Arn., 1825 è una famiglia di muschi dell'ordine Grimmiales.

## Tassonomia
La famiglia comprende 369 specie nei seguenti generi:
- Bucklandiella Roiv., 1972
- Codriophorus P. Beauv., 1822
- Coscinodon Spreng., 1804
- Dilutineuron Bedn.-Ochyra et al., 2015
- Frisvollia Sawicki et al. 2015
- Grimmia Hedw., 1801
- Leucoperichaetium Magill, 1981
- Niphotrichum (Bedn.-Ochyra) Bedn.-Ochyra & Ochyra, 2003
- Racomitrium Brid., 1819
- Schistidium Bruch & Schimp., 1845

Sono noti anche i seguenti generi fossili:
- † Tricarinella Savoretti et al., 2018